# Häxprocessen i Sollefteå
Häxprocessen i Sollefteå ägde rum i Sollefteå under det stora oväsendet i Ångermanland under år 1674. Den resulterade i att åtminstone tjugotre personer ställdes inför rätta för trolldom, av vilka sex avrättades. Häxprocessen i Sollefteå var den första häxprocessen i Ångermanland under det stora oväsendet. 
Det stora oväsendet spred sig till Ångermanland från Hälsingland under år 1674. Ångermanland plågades vid denna tid av missväxt och svält. I mars 1674 utsågs en trolldomskommission. Den delades i två i december 1674: den norra under Jöns Wallvik och den södra under Johan Axehielm.
I Sollefteå hade hysterin satts igång av en flicka, Maria Andersdotter, som pekade ut 13 personer. De misstänkta anklagades för att ha bortfört barn till häxsabbaten hos Djävulen i Blåkulla. 
Trolldomskommissionen dömde sex av de anklagade personerna i Sollefteå till döden. Avrättningen ägde rum genom halshuggning följt av bränning på bål.